# 프란체스카 팔룸보
프란체스카 팔룸보(이탈리아어: Francesca Palumbo, 1992년 2월 10일~)는 이탈리아의 펜싱 선수로 주 종목은 플뢰레이다. 2024년 하계 올림픽에서 여자 플뢰레 단체전 은메달을 획득했으며 세계 선수권 대회에서 금메달 2개, 은메달 1개를 획득했다.